# Граничний продукт
Грани́чний проду́кт, маржинальний продукт (англ. Marginal Product, MP) — додатковий обсяг продукції, отриманий від застосування додаткової одиниці ресурсу (кількість інших ресурсів незмінна).
Граничний продукт характеризує граничну продуктивність змінного фактора виробництва, тобто продуктивність останньої залученої у виробничий процес додаткової одиниці цього фактора.
За допомогою диференційного числення граничний продукт можна визначити як похідну отриманого обсягу продукції по затраченій праці.
MP = ΔTP/Δx
де ΔTP - приріст загального продукту; Δx- додаткова одиниця витрат змінного фактора
Відповідно граничний продукт праці розраховують за формулою  MPL = ΔTP/ΔL ,  а граничний продукт капіталу за формулою MPk = ΔTP/ΔK
Розрізняють неперервний  та дискретний граничний продукт. Якщо виробничу функцію задано в аналітичному вигляді, то граничний продукт являє собою першу похідну:  
MP = dQ/dx = ΔTP/Δx
Закон спадної віддачі, або спадної граничної продуктивності, був сформульований англійським економістом Дейвидом Рікардо ще на початку XIX ст. Він ґрунтується на тому факті,  що взаємозв'язок між змінним виробничим фактором і обсягом випуску продукції не означає, що останній завжди зростає пропорційно до зростання змінного фактора. Найбільш вагоме зростання загального продукту приносять початкові прирости змінного фактора. Потім настає момент, після якого такі ж його прирости приносять щораз менший ефект. Із часом можливою стає ситуація, коли приріст змінного фактора призводить до зменшення загального обсягу випуску.
Закон спадної віддачі встановлює співвідношення між затратами ресурсів (виробничих факторів), з одного боку, і випуском продукції — з іншого. При цьому розглядається, яким чином приріст затрат одного з факторів виробництва впливає на збільшення випуску продукції при інших незмінних факторах.